# Schleich
A Schleich egy német vállalat, mely a Schleich figurák gyártásával és értékesítésével foglalkozik. A központja Németországban található. Játékaik hagyományosan Európa szerte kerülnek értékesítésre, de a piac felét Németország jelenti. A játékfiguráik ennél szélesebb körben is elérhetők, hiszen az Egyesült Királyság, Ausztrália és Észak-Amerika országaiban több áruházlánc is foglalkozik azok értékesítésével.

## Története
A Schleich vállalatot 1935-ben Friedrich Schleich alapította. Az első játékfigurák kifejlesztésére, előállítására és piacra történő bevezetésére az 1950-es években került sor a rajzfilmekből megismert Snoopy és a Hupikék törpikék mesék karaktereinek felhasználásával. Az 1980-as évek elején belefogtak állatfigurák és a Muppet Show karakterek gyártásába.  Egészen 2006-ig a Schleich családi vállalkozásként működött. Ettől az évtől kezdve brit beruházó a HG Capital szerezte meg a vállalatot.

## Dizájn és termékek
A termékek tervezése és gyártó sablonok készítése többnyire a vállalatnál Németországban történik. A természethű figurák kézi festését, azonban külföldön Kínában végzik. A Schleich 2006-ban 250 alkalmazottat foglalkoztatott és árbevétele mintegy 80 millió euró volt.

## Termékek
A jelenlegi termékkínálatban szerepelnek vadállatok, lovak, dinoszauruszok, törpök, házi állatok, és más egyéb kiegészítők és figurák. 2007 májusában a titokzatos lények sorozatát vezették be. Ezek között mesebeli hatalmas sárkányok, tündérek és katonák mágikus világa került megalkotásra. 2009-től a Schleich játékok és a kollekciók évkönyvben is megjelennek és a weblapjukon elérhetőek az érdeklődők számára.

## Üzleti központ
A Schleich németországi központja Schwäbisch Gmündben található.

### Fordítás
- Ez a szócikk részben vagy egészben  a   Schleich című angol Wikipédia-szócikk ezen változatának fordításán alapul.  Az eredeti cikk szerkesztőit annak laptörténete sorolja fel. Ez a jelzés csupán a megfogalmazás eredetét és a szerzői jogokat jelzi, nem szolgál a cikkben szereplő információk forrásmegjelöléseként.